# Matthew Sadler
Matthew David Sadler (* 15. Mai 1974 in Chatham (Kent)) ist ein englischer Großmeister im Schach.

## Leben
Matthew Sadler ist der Sohn eines englischen Vaters und einer französischen Mutter. Sein älterer Bruder Jerome widmet sich der Musik.
Sadler verdiente bis 2000 seinen Lebensunterhalt als Schachprofi, danach arbeitete er bei der Firma Hewlett-Packard.

## Schach
Sadler nahm zunächst an britischen Turnieren und mehreren englischen Meisterschaften teil. Seine erste IM-Norm erzielte er 1989 beim Juniorenturnier in Oakham, die zweite im gleichen Jahr beim WFW-Turnier in London. Daraufhin verlieh ihm die FIDE den Titel Internationaler Meister. 1993 folgte der Großmeistertitel.
Im Jahre 1995 gewann er in Swansea die britische Meisterschaft. 1997 wiederholte er (zusammen mit Michael Adams) diesen Erfolg in Hove und gewann das Traditionsturnier von Hastings.
Nach seinem Bundesligaeinsatz in der Saison 2003/2004 hat er keine gewertete Schachpartie mehr gespielt, bis er in der Saison 2010/11 in der dritthöchsten niederländischen Spielklasse, der Klasse 2B, für Amersfoort antrat. Im August 2011 gewann Sadler das Internationale Open von Barcelona-Sants.
Zuletzt unter den besten 50 der Weltrangliste war er im Februar 2021.

## Mannschaftsschach

### Nationalmannschaft
Sadler vertrat England bei den Schacholympiaden 1996 in Jerewan (wo er eine Goldmedaille am vierten Brett erhielt), 1998 in Elista und 2014 in Tromsø. Bei seiner einzigen Teilnahme an einer Mannschaftseuropameisterschaft 1997 in Pula gewann er den Wettbewerb mit der englischen Mannschaft und erreichte gleichzeitig das zweitbeste Einzelergebnis am vierten Brett. Im gleichen Jahr nahm er auch an der Mannschaftsweltmeisterschaft in Luzern teil, wo er mit der Mannschaft den vierten Platz erreichte und in der Einzelwertung am dritten Brett das zweitbeste Ergebnis erzielte.

### Vereinsschach

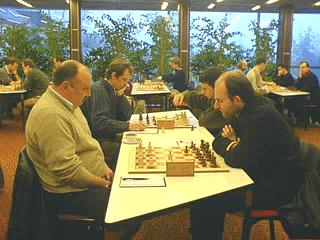
Aloyzas Kveinys – Matthew Sadler, Schachbundesliga 2001 in Solingen.

In der britischen Four Nations Chess League spielte Sadler in der Saison 1993/94 und von 1997 bis 1999 bei den Invicta Knights Maidstone, mit denen er den Wettbewerb 1993/94 gewann und außerdem zweimal am European Club Cup teilnahm. Seit 2012 spielt er bei der Mannschaft von Guildford A&DC, mit der er 2013, 2014, 2015, 2016, 2017, 2018 und 2019 britischer Mannschaftsmeister wurde.
In der deutschen Schachbundesliga spielte Sadler von 1997 bis 2004 bei der Schachgesellschaft Solingen.
In der niederländischen Meesterklasse spielte er von 1999 bis 2001 bei der Hilversums Schaakgenootschap.
In Frankreich spielte Sadler für CS Clichy.

## Shōgi
Sadler spielt auch Shōgi und schätzte seine eigene Spielstärke im Herbst 2019 mit „4.–5. Kyū“ ein. Im September 2019 nahm er, wie u. a. auch die britische WIM Natasha Regan, an den offenen Österreichischen Shōgi-Meisterschaften in Wien teil.

## Veröffentlichungen
Sadler hat mehrere Bücher geschrieben:
- Semi Slav, 1998, ISBN 1-901259-08-0.
- Tips for young players, 1999, ISBN 1-85744-231-8.
- Queen’s Gambit Declined, 2000, ISBN 1-85744-256-3.
- The Slav, 2004, ISBN 1-901259-00-5.
- Die EuroChess Schachschule, 2008, ISBN 978-3-932336-09-6. (deutsche Übersetzung von Tips for young players)
- Study chess with Matthew Sadler, 2012, ISBN 978-1-85744-990-7.
- Chess for Life, 2016, ISBN 978-1-910093-83-2. (mit Natasha Regan)
- Game Changer: AlphaZero's Groundbreaking Chess Strategies and the Promise of AI, 2019, ISBN 978-90-5691-818-7. (mit Natasha Regan)
  - (dt.: Zeitenwende im Schach : AlphaZero's bahnbrechende Strategien und die Verheißung der KI, Alkmaar, Niederlande : New in Chess, 2019, übersetzt von Harald Keilhack, ISBN 978-90-5691-885-9.)